# اندیس آنومالی مادرسلیمان
آنومالی مادرسلیمان یک اندیس فلزی است که در حوالی شهر سعادت آباد استان فارس قرار دارد و مادهٔ معدنی موجود در آن، طلا است.سنگ میزبان این اندیس مارن قرمزو زیتونی، سنگ آهک است و دیرینگی آن به دوران ژوراسیک پایین می‌رسد. 